# Medet Sadyrkulov
Medet Sadyrkulov (Distrito de Kemin, 13 de dezembro de 1953 – 13 de março de 2009) foi um político do Quirguizistão, ex-chefe de gabinete dos presidentes Askar Akayev e Kurmanbek Bakiyev. Ele também foi o embaixador do Quirguistão no Irã entre 2000 e 2005.
Sadyrkulov foi morto junto com seu motorista e outro companheiro por volta das 5h do dia 13 de março de 2009, no que o governo alegou ter sido uma colisão de carro acidental. Em Setembro de 2011, foi emitido um mandado de detenção contra Janish Bakiyev, irmão do ex-presidente Kurmanbek Bakiyev e antigo chefe da guarda presidencial, pelo assassinato por encomenda de Sadyrkulov. Juntamente com outros membros do clã Bakiyev, Janish vive atualmente na Bielorrússia, de onde as autoridades se recusam a extraditá-lo. Sadyrkulov estava voltando para a capital do Quirguistão, Bishkek, vindo do vizinho Cazaquistão, onde vinha reunindo apoio para a oposição ao governo.